# جينرال بيكو (مدينة)
جينرال بيكو (بالإسبانية: General Pico)‏ هي منطقة سكنية تقع في الأرجنتين في لا بامبا (محافظة). يقدر عدد سكانها بـ 65,438 نسمة وترتفع عن سطح البحر 143 متر.

## المناخ
يظهر الجدول التالي التغييرات المناخية على مدار السنة لجينرال بيكو:
| البيانات المناخية لـجينرال بيكو            | البيانات المناخية لـجينرال بيكو | البيانات المناخية لـجينرال بيكو | البيانات المناخية لـجينرال بيكو | البيانات المناخية لـجينرال بيكو | البيانات المناخية لـجينرال بيكو | البيانات المناخية لـجينرال بيكو | البيانات المناخية لـجينرال بيكو | البيانات المناخية لـجينرال بيكو | البيانات المناخية لـجينرال بيكو | البيانات المناخية لـجينرال بيكو | البيانات المناخية لـجينرال بيكو | البيانات المناخية لـجينرال بيكو | البيانات المناخية لـجينرال بيكو |
| الشهر                                      | يناير                           | فبراير                          | مارس                            | أبريل                           | مايو                            | يونيو                           | يوليو                           | أغسطس                           | سبتمبر                          | أكتوبر                          | نوفمبر                          | ديسمبر                          | المعدل السنوي                   |
| ------------------------------------------ | ------------------------------- | ------------------------------- | ------------------------------- | ------------------------------- | ------------------------------- | ------------------------------- | ------------------------------- | ------------------------------- | ------------------------------- | ------------------------------- | ------------------------------- | ------------------------------- | ------------------------------- |
| الدرجة القصوى °م (°ف)                      | 42.3 (108.1)                    | 41.8 (107.2)                    | 39.1 (102.4)                    | 37.0 (98.6)                     | 32.6 (90.7)                     | 28.0 (82.4)                     | 29.9 (85.8)                     | 35.6 (96.1)                     | 34.5 (94.1)                     | 41.3 (106.3)                    | 39.2 (102.6)                    | 44.0 (111.2)                    | 44.0 (111.2)                    |
| متوسط درجة الحرارة الكبرى °م (°ف)          | 30.7 (87.3)                     | 29.7 (85.5)                     | 27.2 (81.0)                     | 22.9 (73.2)                     | 18.7 (65.7)                     | 15.2 (59.4)                     | 14.8 (58.6)                     | 17.7 (63.9)                     | 20.2 (68.4)                     | 23.6 (74.5)                     | 27.0 (80.6)                     | 29.7 (85.5)                     | 23.1 (73.6)                     |
| المتوسط اليومي °م (°ف)                     | 23.8 (74.8)                     | 22.5 (72.5)                     | 20.2 (68.4)                     | 16.0 (60.8)                     | 12.0 (53.6)                     | 8.8 (47.8)                      | 8.1 (46.6)                      | 10.4 (50.7)                     | 13.1 (55.6)                     | 16.7 (62.1)                     | 20.0 (68.0)                     | 22.8 (73.0)                     | 16.2 (61.2)                     |
| متوسط درجة الحرارة الصغرى °م (°ف)          | 16.9 (62.4)                     | 15.8 (60.4)                     | 14.4 (57.9)                     | 10.3 (50.5)                     | 6.6 (43.9)                      | 3.6 (38.5)                      | 2.6 (36.7)                      | 4.1 (39.4)                      | 6.5 (43.7)                      | 10.2 (50.4)                     | 13.2 (55.8)                     | 15.8 (60.4)                     | 10.0 (50.0)                     |
| أدنى درجة حرارة °م (°ف)                    | 1.7 (35.1)                      | 2.7 (36.9)                      | −2.6 (27.3)                     | −4.4 (24.1)                     | −8.3 (17.1)                     | −11.0 (12.2)                    | −11.2 (11.8)                    | −10.0 (14.0)                    | −7.4 (18.7)                     | −3.7 (25.3)                     | −2.8 (27.0)                     | 0.2 (32.4)                      | −11.2 (11.8)                    |
| الهطول مم (إنش)                            | 111.2 (4.38)                    | 102.7 (4.04)                    | 143.8 (5.66)                    | 70.4 (2.77)                     | 32.8 (1.29)                     | 17.4 (0.69)                     | 22.0 (0.87)                     | 24.9 (0.98)                     | 55.2 (2.17)                     | 87.2 (3.43)                     | 99.8 (3.93)                     | 124.4 (4.90)                    | 891.8 (35.11)                   |
| متوسط أيام هطول الأمطار (≥ 0.1 mm)         | 8.5                             | 6.7                             | 8.9                             | 6.2                             | 4.7                             | 3.8                             | 4.2                             | 3.4                             | 5.9                             | 8.9                             | 8.4                             | 8.9                             | 78.5                            |
| متوسط الرطوبة النسبية (%)                  | 64.7                            | 67.4                            | 72.2                            | 73.8                            | 76.5                            | 78.2                            | 75.1                            | 67.2                            | 65.2                            | 65.1                            | 60.1                            | 59.7                            | 68.8                            |
| ساعات سطوع الشمس الشهرية                   | 201.5                           | 228.8                           | 167.4                           | 177.0                           | 127.1                           | 117.0                           | 133.3                           | 158.1                           | 141.0                           | 173.6                           | 180.0                           | 182.9                           | 1٬987٫7                         |
| ساعات سطوع الشمس اليومية                   | 6.5                             | 8.1                             | 5.4                             | 5.9                             | 4.1                             | 3.9                             | 4.3                             | 5.1                             | 4.7                             | 5.6                             | 6.0                             | 5.9                             | 5.4                             |
| المصدر #1: Servicio Meteorológico Nacional |                                 |                                 |                                 |                                 |                                 |                                 |                                 |                                 |                                 |                                 |                                 |                                 |                                 |
| المصدر #2: الأرصاد الجوية الألمانية        |                                 |                                 |                                 |                                 |                                 |                                 |                                 |                                 |                                 |                                 |                                 |                                 |                                 |

## أعلام
- ماتياس بالاسيوس
- خورخي راكا
- ماوريسيو مارتين روميرو
- ايمانويل موراليس
- خوان دينيس